# Scaroidana
Scaroidana är ett släkte av insekter. Scaroidana ingår i familjen dvärgstritar.
Kladogram enligt Catalogue of Life:
| Scaroidana | \| \| Scaroidana blockeri \| \| \| \| \| \| Scaroidana flavida \| \| \| \| \| \| Scaroidana fulvula \| \| \| \| \| \| Scaroidana xouthe \| \| \| \| |
|            | \| \| Scaroidana blockeri \| \| \| \| \| \| Scaroidana flavida \| \| \| \| \| \| Scaroidana fulvula \| \| \| \| \| \| Scaroidana xouthe \| \| \| \| |
|            | Scaroidana blockeri |
|            | |
|            | Scaroidana flavida |
|            | |
|            | Scaroidana fulvula |
|            | |
|            | Scaroidana xouthe |
|            | |